# Leben um Leben (1918)
Leben um Leben ist ein deutsches Stummfilmmelodram des Theaterregisseurs Franz Ulbrich mit Olga Desmond in der Hauptrolle. Der Sänger Guido Schützendorf ist ihr Partner.

## Handlung
Baroness Aglaja von Stein entstammt verarmtem, niederen Adel. Als der charmante, hochadelige Guido von Lobenstein ihr gegenüber Avancen macht, ist sie nicht abgeneigt. Doch Guido benötigt für eine Eheschließung aus Standesdünkel-Gründen die Einwilligung seines älteren Bruders, Fürst Edgar. Der sagt aber nein. Guido ist ein Luftikus, dem der nötige Ernst des Lebens fehlt. Er verjubelt beim Spiel große Geldsummen und fälscht für ausgestellte Wechsel die Unterschrift seines Bruders. Als Fürst Edgar die gefälschten Wechsel vorgelegt werden, löst dieser sie zwar ein, lässt aber Guido in einer Mann-zu-Mann-Unterredung auch durchscheinen, was ein Ehrenmann seiner Kreise jetzt zu tun habe. Daraufhin bringt sich Guido um. Als Aglaja vom Selbstmord ihres Liebsten erfährt, fällt sie aus allen Wolken und ist zu Tode betrübt. Sie ist fest davon überzeugt, dass Fürst Edgar ihr Lebensglück zerstört habe, und sinnt auf Rache.
Wieder finanziell auf sich allein gestellt, schließt Aglaja sich einem Zirkus an und verdient sich unter dem Künstlernamen Miss Elinor ihren Lebensunterhalt als Schulreiterin. Sie wird von den Männern umschwärmt, darunter auch der Artistenkollege Paolo Barbi, den sie wie so manchen anderen abweist, woraufhin Barbi sie zu hassen beginnt. Auch Fürst Edgars Herz entflammt sich für sie, als er erstmals ihrer ansichtig wird, doch auch ihn weist Aglaja kühl zurück. Als ihre Mutter eine Erbschaft macht, sind alle finanziellen Probleme gelöst, und Aglaja verlässt den Zirkus. Fürst Edgar gibt seine Bemühungen um die Baroness nicht auf, wird aber erneut von Aglaja abgewiesen. Einmal entflieht sie ihm und benutzt dafür, unwissentlich, seine Kutsche. Sie wird dabei von Vertretern der gehobenen Gesellschaft gesehen, sodass man glaubt, dass der Fürst bei Aglaja nun endlich zum Zuge gekommen sei. Fürst Edgar wird Zeuge, wie das Vorkommnis im Herrenclub besprochen wird, und gibt die Baroness als seine Braut aus, um ihren Ruf zu bewahren.
Obwohl sie noch immer nicht gut auf ihn zu sprechen ist, willigt Aglaja schließlich ein, Edgars Frau zu werden. In der Hochzeitsnacht lässt sie ihm ihr Tagebuch zukommen, in dem er nachlesen kann, weshalb seine frisch angetraute Ehefrau ihn so sehr hasste. Sie sieht in ihrem Gatten indirekt den Mörder seines Bruders! Um sich selbst zu entlasten, begibt sich Edgar in sein Stadtpalais, um einen dort verwahrten, alles erklärenden Brief zu holen, der ihn entlastet. Als zwischenzeitlich Aglaja von dem fürstlichen Kammerdiener über den wahren Sachverhalt in der brüderlichen Tragödie aufgeklärt wird, beginnt sie, ihr Meinungsbild bezüglich Edgars zu ändern. Sie nimmt dessen Kutsche, um ihm ins Stadtpalais nachzureisen. Ihr Entsetzen ist groß, als sie erkennen muss, wer die Kutsche lenkt: Es ist ausgerechnet Paolo Barbi, der jetzt seine Rache sucht! Der Fürst hat gerade das Palais verlassen und befindet sich auf dem Rückweg, als er sieht, wie Barbi seine Gattin bedrängt. Aglaja wird von ihm gerettet, und Barbi flieht mit der Kutsche. Dabei gehen die Pferde durch, und der Schurke findet den Tod. Jetzt kann das hochadelige Paar sein Lebensglück genießen.

## Produktionsnotizen
Leben um Leben entstand im August und September 1918 im Bioscop-Atelier in Neubabelsberg, passierte die Zensur noch im September und wurde wenig später uraufgeführt. Der Vierakter besaß, je nach Quelle, eine Länge von 1854 bzw. 1879 Metern. In Österreich-Ungarn wurde der Film erstmals Ende Oktober 1918 gezeigt.
Für Regisseur Franz Ulbrich war dies die einzige Kinofilmregie.

## Kritik
Die Neue Kino-Rundschau befand: „Fesselnde Romanschilderung, gepaart mit trefflicher Darstellung, geben dem Film seinen Wert. Olga Desmond mit ihrem Toilettenreichtum und ihrer dramatischen Ausdrucksfähigkeit läßt die Fürstin glaubwürdig erscheinen. Die Regie hat alles aufgewendet, um die möglichst stärkste Wirkung zu erzielen, was ihr insbesondere mit den prachtvollen Naturaufnahmen gelungen ist.“. 